# Manfred Heindler
Manfred Heindler (* 19. Juni 1943 in Graz; † 13. Mai 2006 in Graz) war ein österreichischer Experte für Nuklearenergie.

## Leben und Wirken
Heindler studierte Technische Physik an der TU Graz. Danach arbeitete er am Kernforschungszentrum CERN in Genf sowie an Teilchenbeschleunigern in Cadarache und in Kanada. Von Oktober 1990 bis Dezember 1999 war Heindler Geschäftsführer der Energieagentur - damals Energieverwertungsagentur (E.V.A.).
Wesentliche Schwerpunkte seiner Geschäftsführung waren die Konsolidierung des Mitgliederstandes, eine zeitgemäße Öffentlichkeitsarbeit, der Ausbau der fachlichen Expertise sowie die Öffnung der E.V.A. in Richtung EU und den Ländern Mittel- und Osteuropas.
Heindler war zuletzt tätig am Institut für Theoretische Physik - Computational Physics der TU Graz.
Daneben trat Heindler weiterhin als international anerkannter kritischer Experte in Fragen der Atomenergienutzung und Kernfusion auf. Durch seine zahlreichen Forschungskoordinationen und Arbeiten war Heindler ein gefragter Berater für verschiedene Regierungen, die Europäische Kommission, die Internationale Atomenergie-Organisation und viele andere.
Heindler war Mitglied der Österreichischen Akademie der Wissenschaften, der American Nuclear Society sowie der American Physical Society.
Manfred Heindler starb am 13. Mai 2006 an den Folgen einer Leukämie.

## Schriften
- Zur Bestimmung der Resonanzselbstabschirmung in Materialien mittleren Atomgewichts. Graz, Habil.Schrift 1976.

| Personendaten    | Personendaten                           |
| ---------------- | --------------------------------------- |
| NAME             | Heindler, Manfred                       |
| KURZBESCHREIBUNG | österreichischer Nuklearenergie-Experte |
| GEBURTSDATUM     | 19. Juni 1943                           |
| GEBURTSORT       | Graz                                    |
| STERBEDATUM      | 13. Mai 2006                            |
| STERBEORT        | Graz                                    |